# 山地大猩猩
山地大猩猩（Gorilla beringei beringei）是東部大猩猩兩個亞種之一。牠們分類兩群：一群在中非維龍加山脈的四個國家公園，包括烏干達西南的姆加新加大猩猩國家公園、盧旺達西北的火山國家公園、剛果民主共和國東部的維龍加國家公園及卡胡兹－别加国家公园。另一群則在烏干達的布恩迪难以穿越的国家公园，有指牠們是屬於第三個東部大猩猩亞種，但卻沒有正式描述。
於2003年的研究中發現，自1989年以來，山地大猩猩的數量上升了17%。維龍加山脈的30個社群共有380頭山地大猩猩，而布溫迪森林的則約有320頭。但是山地大猩猩在世界自然保護聯盟瀕危物種紅色名錄中仍是處於極危情況。由於失去棲息地、捕獵、人類疾病及戰爭，牠們正面臨滅絕的高度危險。於2007年9月3日發生勞倫特·恩孔達及剛果軍隊之間的衝突，令處於剛果處的山地大猩猩失去保護而面臨威脅。
2008年美國網站《生活科學》評出山地大猩猩為全球十大最瀕危的稀有動物物種之一。

## 描述

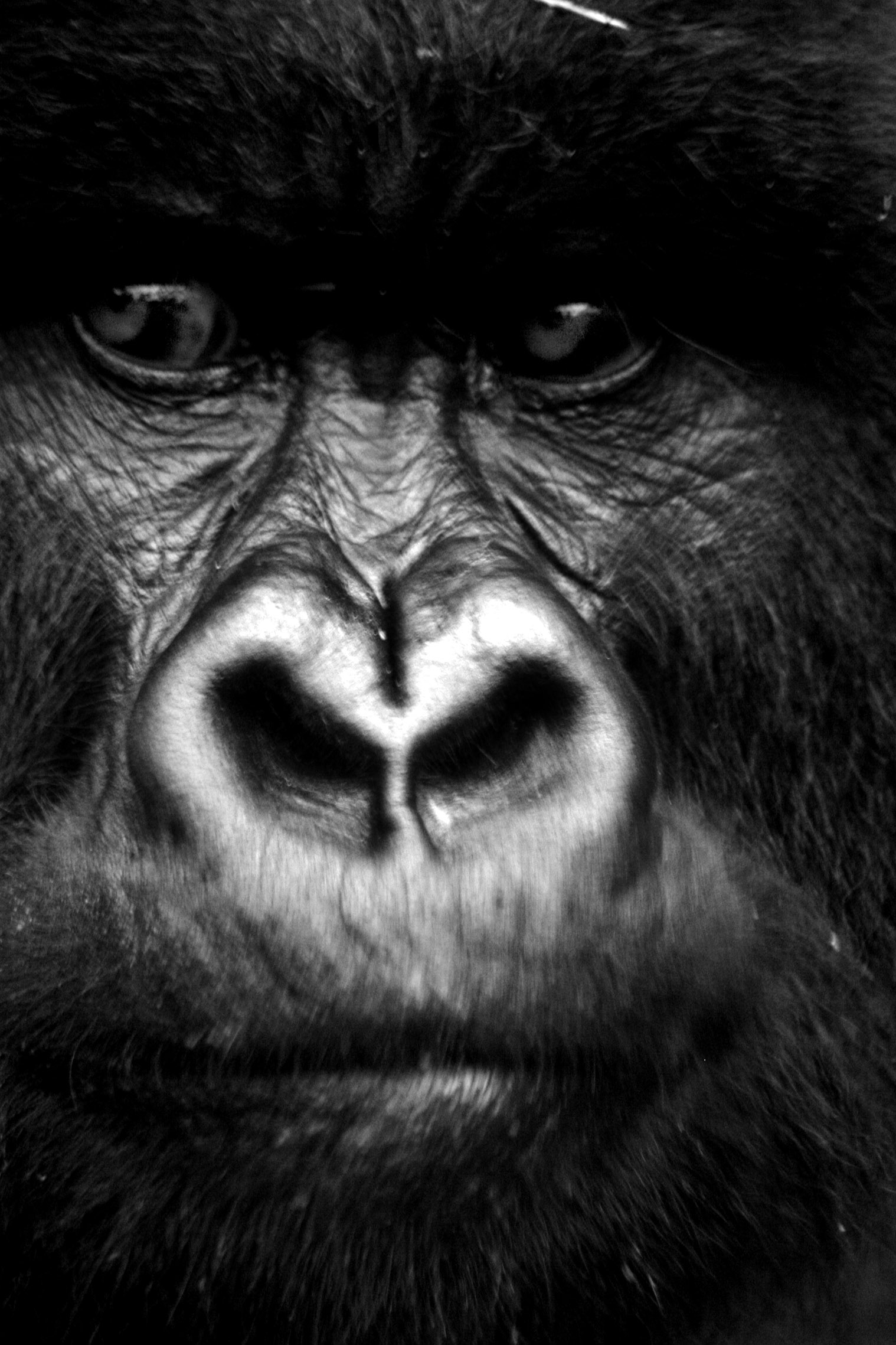
山地大猩猩的鼻子

山地大猩猩的毛較其他大猩猩長及黑，故牠們可以生活在高海拔及較冷的地方。牠們較多生活在陸地上，比起其他靈長動物雙腳較似人類的腳。學者可以從鼻子來分辨個別的山地大猩猩，故此從鼻子的相片及描繪來進行監察。
山地大猩猩是高度兩性異形的，雄性可以比雌性重兩倍。成年雄性的頭顱骨有更大的矢狀嵴及枕骨嵴，故頭顱骨更接近圓錐體。這些嵴連接強壯的顎骨肌肉。成年雌性亦有這些嵴，但卻沒有雄性的那麼顯著。
雄性在達至性成熟時，背部會長出灰色或銀色的毛。背部的毛比身體其他的毛較短，手臂上的毛亦特別的長。雄性站立時可達1.5-1.8米，雙手伸展達2.25米，重150-180千克。
山地大猩猩主要是以四足在地面活動。牠們會攀上樹上摘水果，偶而可以直立以雙足行走達6米。牠像其他的大猩猩般，雙手較雙腳長。牠們是指背行走的，以手指背（而非手掌）來支撐身體。
山地大猩猩是白天活動的動物，活躍時間約在每天上午6時至下午6時。由於需要大量的食物，牠們大部份時間都是在吃東西。牠們在早上吃東西，接近中午時則休息，下午會再吃東西，晚上則會休眠。每一隻山地大猩猩每晚都會在睡覺的地方築巢，幼猩猩會與母親同睡。除非當日非常的陰冷，否則在日出時牠們會離開睡覺的巢。

## 棲息地及食性
山地大猩猩棲息在維龍加山脈的艾伯丁裂谷山地森林，分佈在海拔2225-4267米。大部份在卡里辛比山、米凱諾山及Visoke火山等休眠火山的斜坡上。在這些山腳的樹林非常繁盛，越高則越稀少，而山地大猩猩所住的森林較多雲、迷霧及寒冷。
山地大猩猩主要是草食性的，包括142種植物的樹葉、樹枝及樹幹，佔總食物的85.8%。牠亦吃樹皮（佔6.9%）、樹根（佔3.3%）、花（2.3%）及生果（1.7%），也會吃細小的無脊椎動物（0.1%）。成年雄性每日可以吃34公斤的植物，而雌性則可以吃18公斤。
山地大猩猩的家庭範圍受食物影響，一般包括幾個植物區。喬治·夏勒（George Schaller）發現有10個不同的區域，包括位於海拔2225-2804米的竹林區、2804-3353米的哈吉尼亞林區、及3444-4267米的大千里光林區。山地大猩猩大部份時間都會在哈吉尼亞林區中。當竹林每年有嫩枝生長時，牠們都會花幾個月在那裡，並會攀上亞高山帶吃千里光樹的軟心。

## 生殖

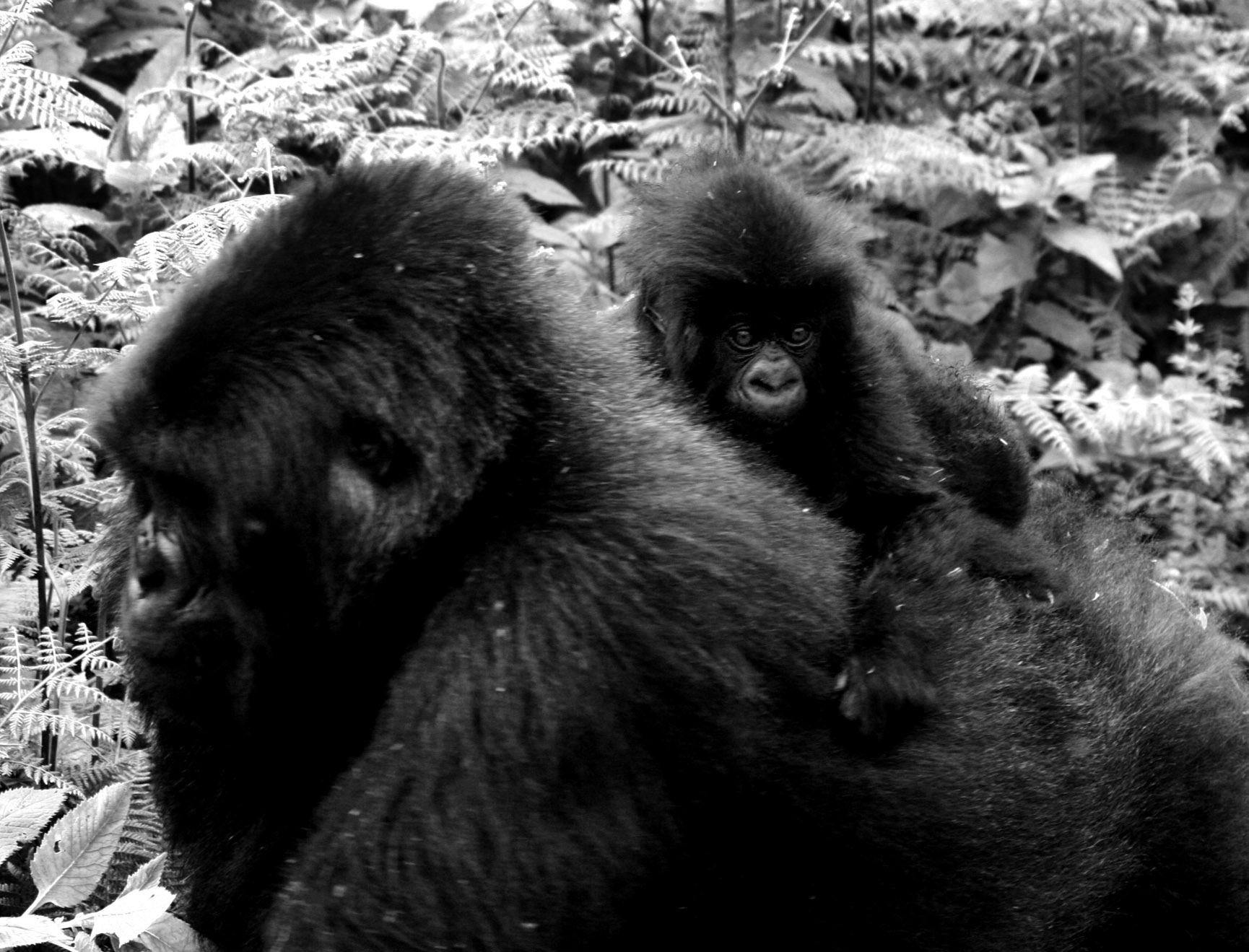
騎在母親背上的猩猩嬰兒

新生的山地大猩猩重約1.8公斤。出生後首幾個月猩猩嬰兒須由母親照顧，並會騎在母親的背上。在最初的階段，母猩猩差不多全日抱着猩猩嬰兒。猩猩嬰兒在約4-5個月開始行走，4-6個月會自己吃植物。在8個月可以吃固體食物。到了3歲會斷奶，但幼猩猩仍會待在母親身邊多1年。
3歲以下的山地大猩猩屬於猩猩嬰兒，而3-6歲的則為幼猩猩，6-8歲則為亞成體。8歲以下的雄性山地大猩猩並未達至性成熟，背部的毛仍然是黑色的。達至性成熟時，牠們會長出大的犬齒及背部的銀毛。雌性在7-8歲會排卵，在10-12歲會產下第一胎。雄性一般在15歲前不會進行交配。
山地大猩猩沒有交配的季節，雌性一般會主動要求交配。月經約為28日，受孕時間為1-3日，在產後3-5年會停止排卵。妊娠期為8.5個月。雌性每6-8年只會誕下一胎，而40年的壽命中只有2-6個兒子。一頭雄性會與3-4頭雌性交配，以提高生殖率，在超過50歲的壽命中可以有10-20個兒子。

## 社會結構
山地大猩猩是高度群居的，且以相對地穩定的雄性與雌性關係生活。雌性之間的關係則相對地疏離。牠們並非以地域為分界，成年雄性會保護自己的族人而非疆界。在維龍加山脈的山地大猩猩中，領袖一般任期為4.7年。
山地大猩猩的族群有61%是由一頭成年雄性及一些雌性所組成，另外36%的有多於一頭成年雄性。其他的會是孤立的雄性或全是雄性的族群，很多時會是一頭成熟的雄性及一些幼雄性。族群的可以由5-30頭組成不等，平均的都有10頭。一個典型的族群會包括一頭成年雄性領袖、一或兩頭幼猩猩作為哨兵、3至4頭性成熟的雌性、3-6頭幼猩猩及猩猩嬰兒。
大部份雄性及60%的雌性會離開牠們的族群。雄性在11歲時會離開，過程會很緩慢。牠們會漸漸地住在族群的邊緣，直至完全離開。牠們可能會獨自行動或在全雄性的族群中生活2-5年，直至牠們能吸引其他雌性成立一個新的族群。雌性一般會在8歲時離開，會直接加另一個族群，或會與獨立的雄性成立新的族群。雌性很多時會轉換族群幾次，直至能與某一雄性定居。
雄性領袖一般會確定族群的行動，引領牠們到有食物的地方。牠亦會調解族群內的糾紛，保護牠們免受外來的侵襲。牠在休息時是族群注意的中心，幼猩猩會留在牠身邊休息，或與牠嬉戲。若果有母親離開族群，牠就會照顧被拋棄的子女，甚至讓牠們睡自己的巢。有經驗的雄性可以破壞捕獵者的陷阱。
當雄性領袖死亡或被殺，這個族群會被嚴重的破壞。除非已有繼承者，否則族群會分裂或是被另一頭沒有關係的雄性完全的支配。當新的領袖出現後，牠可能會殺死前領袖所有的猩猩嬰兒。這種殺死嬰兒的行為是一種有效的生殖策略，因為新的雌性可以有能力照顧新領袖的嬰兒。在一個穩定的族群並未見有殺死嬰兒的行為。

## 行為

### 侵略
在穩定的山地大猩猩族群中很少有嚴重的侵略，但當兩個族群相遇時，兩頭雄性領袖有時會打鬥起來，以犬齒咬傷對方，直至另一方死亡為止。故此，很多時糾紛都在展示威嚇前就得到解決。牠們的威嚇儀式是非常獨有的：
1. 逐漸加快的叫囂；
2. 象徵性地吃東西；
3. 雙腳站立；
4. 拋擲植物；
5. 以雙拳鎚胸；
6. 單腳踢；
7. 雙足或四足向兩側走動；
8. 撕開植物；及
9. 最後以手掌大力的鎚地。[23]

### 聯誼
族群在正午休息時間是建立關係的重要時段。牠們會彼此整理，避免毛髮積有污物及寄生蟲。母親會經常替子女整理。幼猩猩會經常嬉戲，較成年的更多時間在樹上。嬉戲可以幫助牠們學習在族群內的溝通及舉止。活動包括有摔角、追逐及翻筋斗。雄性及雌性會容許幼猩猩嬉戲，甚至會參與當中。

### 發聲
已發現了山地大猩猩25種不同的發聲，大部份都是用於族群在密林的溝通。當遷移時，最多會聽見咕嚕聲及吼叫聲，以指示個別的位置。這些聲音亦會用於紀律上。尖叫及咆哮是警告訊號，一般都是領袖發出的。深及隆隆的打嗝聲即是滿足的表現，往往在吃飽後及休息時聽到。這些都是族群最普遍的聲音。

### 恐懼
山地大猩猩天生懼怕某些爬行動物，但原因不明。猩猩嬰兒天生會追蹤任何會行動的物體，但會逃避變色龍及毛蟲。可可是一頭懂手語的大猩猩，雖然是飼養的及從來未見過鱷魚及短吻鱷，但卻懼怕牠們。山地大猩猩是怕水的，只會在不會弄濕的情況下過河。戴安·弗西（Dian Fossey）發現山地大猩猩明顯不喜歡下雨。

## 研究
於1902年，軍官羅伯特·波里吉（Robert von Beringe）在確立德屬東非的邊界時開槍射了兩頭山地大猩猩。其中一頭康復後被送往柏林的動物學博物館。後來發現這是大猩猩的新物種，於是以波里吉來命名山地大猩猩的學名。於1925年，美國自然歷史博物館的阿克利（Carl Akeley）為了研究山地大猩猩，說服了比利時的阿爾貝一世設立了維龍加國家公園保護維龍加山脈的山地大猩猩。
喬治·夏勒（George Schaller）於1959年展開了20個月對山地大猩猩的觀察，紀錄了很多牠們的社群關係及生態。隨著夏勒，黛安·弗西（Dian Fossey）於1967年開始為期13年的研究，完成了首次準確的統計，並確立了對山地大猩猩的保育方法。
於2007年，統計發現在烏干達布恩迪森林的山地大猩猩數量自2002年上升了6%。

## 保育

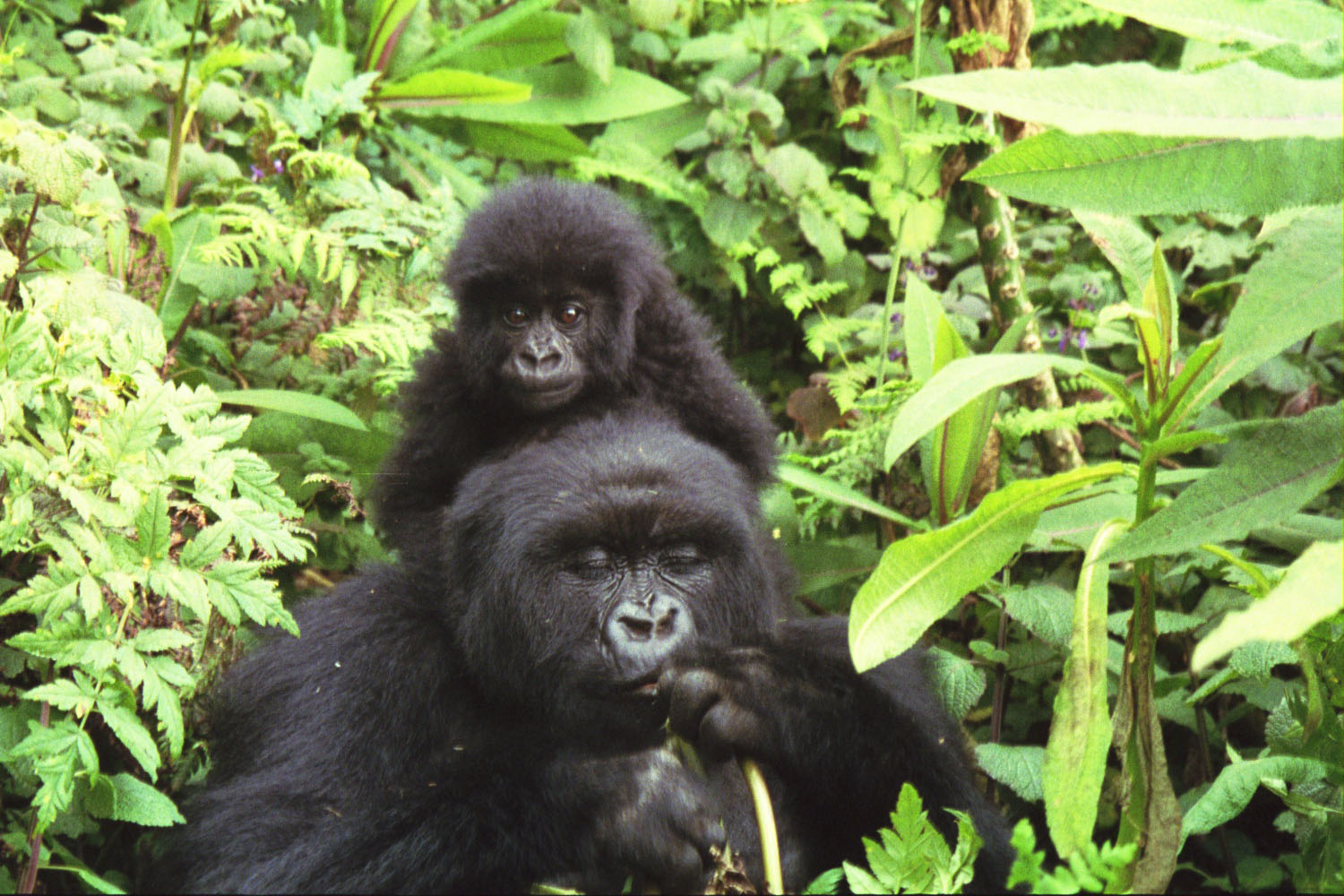
在盧旺達火山國家公園的山地大猩猩母親及嬰兒

山地大猩猩現時是極危物種，令牠們減少的原因如下：
- 獵殺：山地大猩猩一般不會因為作為叢林肉而被殺，但牠們往往被對付其他動物的陷阱所殺死。收藏家喜歡收藏牠們的頭、手掌及腳掌。猩猩嬰兒被賣給動物園、研究人員及飼養者。誘拐猩猩嬰兒一般會牽涉殺死一頭雄性。在政治不穩的地區中，亦會有獵殺山地大猩猩作為食物。大部份非洲的大猩猩都面對這類危險，因為當地有很多自動武器及法治不穩的情況。
- 失去棲息地：山地大猩猩所居住的森林被人類發展所包圍。人類對土地、食物及木材的需求侵犯了牠們的棲息地。砍伐樹林將限制了牠們的活動地區。一些族群因吃農作物而被殺。
- 疾病：人類與大猩猩在基因上相似，而山地大猩猩亦會感染人類的疾病。但是山地大猩猩沒有免疫力對抗這些疾病，感染可以造成嚴重的影響。出沒遊客地區的族群有較高風險。
- 戰爭：中非內戰及衰敗國家，尤其是在剛果民主共和國的貪污及麥麥民兵，令山地大猩猩的保育工作受到影響。[28]

對於山地大猩猩的保育，可以有不同程度的工作，包括由本地至國際，涉及保護及法案：
- 主動保育：包括在野外地區巡邏及破壞獵殺的工具及武器，確實執行法案，統計生育，並保護有限的棲息地。[18]
- 理論保育：為鼓勵旅遊業改善道路圍繞山脈，讓旅客從邊界處觀看山地大猩猩。[18]
- 社區保育：提供教育及保存保護區，並鼓勵當地人擔上保護的責任。[18]

## 外部連結
- African Wildlife Foundation, mountain gorillas （页面存档备份，存于）
- ARKive images and movies of eastern gorilla
- Mountain Gorilla Protection, Virunga, DR Congo
- "Missing DR Congo gorillas 'dead'" （页面存档备份，存于） by Mark Kinver, BBC News, 17 August 2007